# Оксфорд — Кембридж (регата)

Маршрут гонки

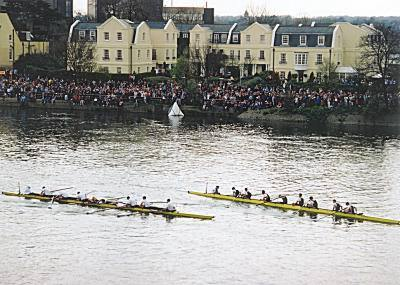
Регата 2002 года. Кембридж — слева

«Оксфорд — Кембридж» (англ. The Boat Race, дословно — «Лодочная гонка») — лодочная регата по Темзе между командами лодочных клубов Оксфордского и Кембриджского университетов.

## История
Данное соревнование является старейшим и престижнейшим в мире академической гребли. Первая гонка прошла 10 июня 1829 года по инициативе студентов Кембриджа Чарльза Меривеля и Оксфорда Чарльза Уордсуорта. С 1856 года регата проводилась ежегодно, за исключением нескольких лет во время мировых войн. В 2020 году регата была отменена из-за пандемии коронавируса, а в следующем году из-за ограничений вызванных пандемией регата была перенесена на реку Грейт-Уз в графстве Кембриджшир.
Регата традиционно проводится в последнюю субботу марта или первую субботу апреля. Дистанция гонки — 4 мили 374 ярда (6779 метров). Старт — около моста Патни, финиш — в Мортлейке у моста Чизик, гонка проходит вверх по течению. Команды состязаются на распашных восьмёрках — восемь гребцов и один рулевой. Время гонки в последние несколько десятилетий составляет 16-20 минут (рекорд в 1998 году установил экипаж Кембриджа — 16 минут 19 секунд). Команда Кембриджа выходит на старт в голубых костюмах, Оксфорда — в тёмно-синих.
На возраст, вес и пол ограничений нет. Поэтому гребцы — мужчины, в основном тяжеловесные, во время гонки каждый из них делает около 600 гребков. Рулевой, наоборот, должен быть более лёгким, и с 1981 года были случаи, когда им становилась женщина. А в 1989 году рулевыми обеих команд были девушки. В соревнованиях могут принимать участие как британские, так и зарубежные студенты двух университетов.

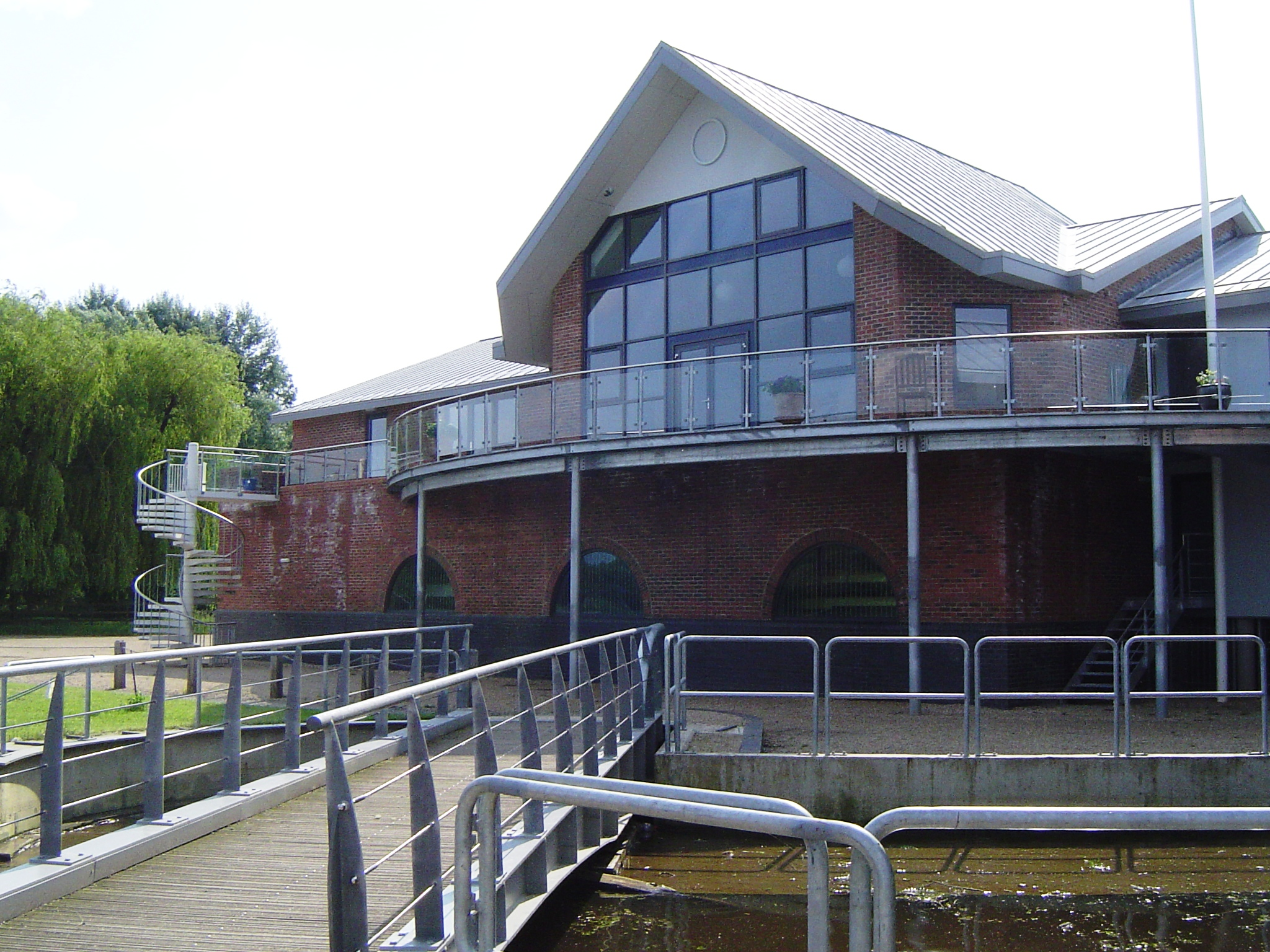
Здание лодочного клуба Оксфордского университета в Уоллингфорде

С 1965 года перед основным стартом проходит гонка резервных составов. Гонка женских экипажей впервые прошла в 1927 году, но ежегодно стала проводиться с 1964 года.
По состоянию на 2022 год победителями гонки 85 раз становились представители Кембриджа, 81 победа у Оксфорда, в одной гонке (в 1877 году) была зафиксирована ничья. Кембридж лидирует по общему количеству побед непрерывно с 1930 года. В 1992 году Оксфорд, благодаря впечатляющей серии успехов (с 1976 по 1992 годы Оксфорд проиграл лишь раз), приблизился к соперникам вплотную (68-69), но после этого Кембридж выиграл семь раз подряд (1993—1999) и вновь оторвался по количеству побед. Рекордная победная серия также на счету Кембриджа — 13 побед подряд в 1924—1936 годах. В гонках резервных экипажей также лидирует Кембридж (32-25 по состоянию на 2022 года).
Событие неизменно привлекает десятки тысяч болельщиков, которые собираются по обоим берегам реки вдоль маршрута гонки (в 2010 году присутствовало порядка 250 тыс. человек), а телетрансляцию смотрят миллионы зрителей.
Среди участников регаты были и знаменитые гребцы, добивавшиеся достижений на мировом уровне. Так, 4-кратный олимпийский чемпион Мэтью Пинсент три раза выступал за Оксфорд (1990, 1991 и 1993), причём третий раз уже в статусе олимпийского чемпиона Барселоны. Олимпийские чемпионы 2000 года также принимали участие в регате: Тим Фостер (Оксфорд 1997), Лука Грубор (Оксфорд 1997), Эндрю Линдси (Оксфорд 1997—1999), Киран Уэст (Кембридж 1999, 2001, 2006, 2007). Олимпийский чемпион 2004 года Эд Куд выступал за Оксфорд в 1998 году. Канадец Малкольм Ховард, выигравший олимпийское золото 2008 года в восьмёрках, выступал в 2013 году за Оксфорд. В 1977 году за Оксфорд выступал рулевой Колин Мойнихэн, который в 1980 году в Москве выиграл серебро в восьмёрках, в 1987—1990 годах он был министром спорта в кабинете Маргарет Тэтчер, а в 2005 году лорд Мойнихэн возглавил Британскую олимпийскую ассоциацию. В 1980 году за Кембридж выступал известный актёр Хью Лори (Кембридж в тот год проиграл). Отец Хью Лори, олимпийский чемпион 1948 года Рэн, выступал за Кембридж в 1934—36 годах (все три победы Кембриджа).
Спонсором регаты с 2021 года является криптовалютная биржа Gemini.
11 апреля 2015 года гонки мужских и женских экипажей впервые прошли в один день. До этого женщины выступали на неделю раньше.